# Hebebühne (Hannover)
Die Hebebühne in Hannover ist eine 1990 gegründete professionelle und freie Theatergruppe und Künstlerkooperative, die mit eigenen Bühnen- und Musikproduktionen auftritt. Das Ensemble mit Gastkünstlern verbindet als Tourneetheater schwerpunktmäßig szenische Ausdrucksformen der Bühne mit Literatur, Musik und Medien.

## Geschichte
Nachdem sich im Jahr 1989 bei einer Aufführung von Yaak Karsunkes Werk Die Bauernoper die Schauspieler Dagmar Dreke und Bengt Kiene kennengelernt hatten, taten sich die beiden für ein erstes gemeinsames Stück zusammen, die Collage Von Menschen und Haifischen aus Liedern und Texten von Bertolt Brecht. Nach ersten Erfolgen des Duos stieß der Pianist und Komponist Holger Kirleis zu der Gruppe, die dann erstmals das seitdem vielfach gezeigte Kabarett-Musical Paarungen – ein Aufschrei zu zweit aufführte.
Für die dritte Produktion stieß der Lyriker und Rezitator Oskar Ansull zu der Künstlergruppe hinzu, der dann unter dem Namen Hebebühne der Durchbruch gelang mit dem literarischen Kabarett Einmal jemand morden, Chansons von Georg Kreisler.
Nach der Aufführung weiterer Chansonabende, auch eines Nachtprogramms, folgte das „ernste“ Stück Kinderkleinkriegen mit dem Untertitel „Kriminelle Akte und Musik“. Für das Stück aus der Feder von Kiene und Ansull schrieb Holger Kirleis die Musik. Unter der Regie von Cornelia Bothe spielten in der Uraufführung am 12. Januar 1993 im Kulturzentrum Pavillon neben Kiene und Dreke auch Birgit Jakobowsky. Schließlich ergänzten Fred Meier und Barbara Koch das Ensemble.
Für ihre Interpretationen von Georg Preisler-Songs im Chansonprogramm Gelächter aus dem Hinterhalt erhielt das Hebebühnen-Duo Kiene und Kirleis Ende Juni 1998 in Wettbergen den von der Kulturgemeineschaft Kleinkunst und dem Chansonbüro gestifteten „1. Querkunstpreis Hannover“, zudem 5000,- DM von dem Energieversorger PreussenElektra sowie eine Skulptur der Bildhauerin Ulrike Enders. Die Preisverleihung wurde moderiert von Friedhelm Kändler, musikalisch ergänzt durch von Marianne Iser und Thomas Duda und dem Chansonnier Wulf Hühn vorgetragenen Eigenkompositionen.
2004 konnte die Gruppe Männer Angstfrei ihr Musikalbum Für Hoffnung und Bier bei dem hannoverschen Label ABC-Roxxon-Tonstudio als Auftragsproduktion der Hebebühne Hannover als Compact Disc herausbringen.
Zum Repertoire der Künstlerkooperative zählt die Musikrevue Crunchy X-Mas. Weihnachten für Randgruppen, die mit den Hebebühnen-Künstlern Birgit Hahnheiser, Barbara Koch, Bengt Kiene, Holger Kirleis und Fred Meier in einer Aufführung um Weihnachten 2012 im Theater am Küchengarten (TAK) filmisch festgehalten wurde.
In und mit dem Ensemble arbeiteten und kooperierten bisher zudem unter anderem die Autoren und Bühnenkünstler Peter Düker, Bodo Dringenberg, Christian Sölter und der Musikerkomponist Achim Kück.

## Stücke
Bis 1994 produzierte das Ensemble:
- Mit dem Rücken an der Wand, Chansons zum Thema Liebe und Gewalt
- Kinderkleinkriege, „Ein Stück über Verzieher und Erzogene“
- Crunchy Xmas, Weihnachten für Randgruppen
- Paarungen – ein Aufschrei zu zweit, Kabarett-Musical
- Sentimental Journey, „Blue-Hour-Music und bissige Schnulzen“
- Einmal jemand morden, Chansons und Texte von Georg Kreisler
- Ohne Wasserglas und Goldschnitt, Lesungen von Oskar Ansull
- Ab November 1994: Wenn Barhocker anfangen wehzutun[4]